# 245 Park Avenue
245 Park Avenue este o clădire ce se află în New York City.

## Legături externe
- Emporis
- Skyscraperpage